# Am Großen Renzeler Moor
Am Großen Renzeler Moor ist der Name eines ehemaligen Naturschutzgebietes in den niedersächsischen Gemeinden Varrel, Kirchdorf und Bahrenborstel in der Samtgemeinde Kirchdorf im Landkreis Diepholz.
Das Naturschutzgebiet mit dem Kennzeichen NSG HA 063 war 183 Hektar groß. Es war vollständig Bestandteil des EU-Vogelschutzgebietes „Diepholzer Moorniederung“ und größtenteils Bestandteil des FFH-Gebietes „Renzeler Moor“. Das ehemalige Naturschutzgebiet grenzte im Norden, Westen und Süden an das Naturschutzgebiet „Großes Renzeler Moor“, im Osten kleinflächig auch an das ehemalige Naturschutzgebiet „Wiesengebiet am Großen Renzeler Moor“ und war ansonsten größtenteils vom Landschaftsschutzgebiet „Großes Renzeler Moor und Schwarzes Moor“ umgeben. Das Gebiet stand seit dem 23. Dezember 1982 unter Naturschutz. Am 21. Dezember 2018 ging es im Naturschutzgebiet „Großes Renzeler Moor“ auf. Zuständige untere Naturschutzbehörde war der Landkreis Diepholz.
Das ehemalige Naturschutzgebiet ist Bestandteil des Renzeler Moores, das westlich von Bahrenborstel und nordöstlich von Ströhen in der Diepholzer Moorniederung liegt. Es diente dem Schutz der vorhandenen Moor- und Heideflächen. Gleichzeitig schirmte das Gebiet das Naturschutzgebiet „Großes Renzeler Moor“ vor den umgebenden landwirtschaftlichen Nutzflächen ab.